# Beekbergen
Beekbergen ist eine ehemalige Gemeinde und heute ein Dorf in der Gemeinde Apeldoorn der Provinz Gelderland in den Niederlanden.
Im Jahr 2024 hatte Beekbergen 4960 Einwohner. Davon lebten 2575 im Dorf und die übrigen in den Randgebieten.

## Geografie
Das Dorf liegt südlich von Apeldoorn am Rand der Veluwe, dem größten zusammenhängenden Waldgebiet in den Niederlanden. Im Südwesten wird Beekbergen durch den Wald und im Nordosten durch Agrarflächen begrenzt. Südlich des Dorfes und nördlich, in der Nähe der Bauerschaft-Siedlung Engeland, befinden sich einige Ferienparks, Campingplätze, Hotels, Seniorenresidenzen und Pflegeheime.

## Geschichte
Beekbergen entstand im 11. Jahrhundert, nach der Errichtung einer Vorgängerkirche des heutigen Kirchengebäudes der niederländisch-reformierten Kirche.

## Infrastruktur und Sehenswürdigkeiten
Im Zentrum des Dorfes verläuft die Dorpstraat. Dort befinden sich die meisten Geschäfte, Hotels und Gaststätten sowie auch „De Hoge Weye“, ein multifunktionales Gebäude, in dem auch die OBS Beekbergen, die einzige Schule im Dorf, ihren Sitz hat. In der Nähe der Dorpstraat steht auch die niederländisch-reformierte Kirche aus dem 15. Jahrhundert. Die Eben-Haëzerkirche wurde im Jahr 1960 erbaut.
Im Bahnbetriebswerk von Beekbergen befindet sich ein Eisenbahnmuseum der Veluwsche Stoomtrein Maatschappij (VSM) mit einer Sammlung von Dampflokomotiven. Der Ort liegt an der Bahnstrecke Dieren–Apeldoorn, wo Dampfzugfahrten der Museumsbahn stattfinden.

## Persönlichkeiten
- Willem van Biene (* 1902; † 1941 in Mauthausen), siehe Stolperstein von Beekbergen
- Evert Jan Boks (* 1839 in Beekbergen; † 1914 in Antwerpen), Genre- und Porträtmaler
- Adriaan Daniël Fokker (* 1887 in Buitenzorg, Java; † 1972 in Beekbergen), Physiker und Musiker